# Pontis
Pontis (okzitanisch Pontiç) ist eine französische Gemeinde mit 95 Einwohnern (Stand 1. Januar 2022) im Département Alpes-de-Haute-Provence in der Region Provence-Alpes-Côte d’Azur. Sie gehört zum Kanton Barcelonnette im Arrondissement Barcelonnette.

## Geografie
Pontis liegt am Stausee Lac de Serre-Ponçon, der von der Durance durchflossen wird. Gegenüber liegen die Gemeinden Chorges und Prunières. Die weiteren Nachbargemeinden sind Savines-le-Lac, Crots, Le Lauzet-Ubaye und Le Sauze-du-Lac.
Zur Gemeindegemarkung gehören neben der Hauptsiedlung auch die Weiler L’Androis de Pontis, Les Hugues, Les Chappas, Fontbelle/Antelme, Les Notaires, Les Chevalliers, Les Sartres und L’Église. 554 Hektar sind bewaldet.

## Bevölkerungsentwicklung
| Jahr      | 1962 | 1968 | 1975 | 1982 | 1990 | 1999 | 2005 | 2012 |
| --------- | ---- | ---- | ---- | ---- | ---- | ---- | ---- | ---- |
| Einwohner | 87   | 64   | 62   | 63   | 44   | 45   | 65   | 78   |

## Sehenswürdigkeiten

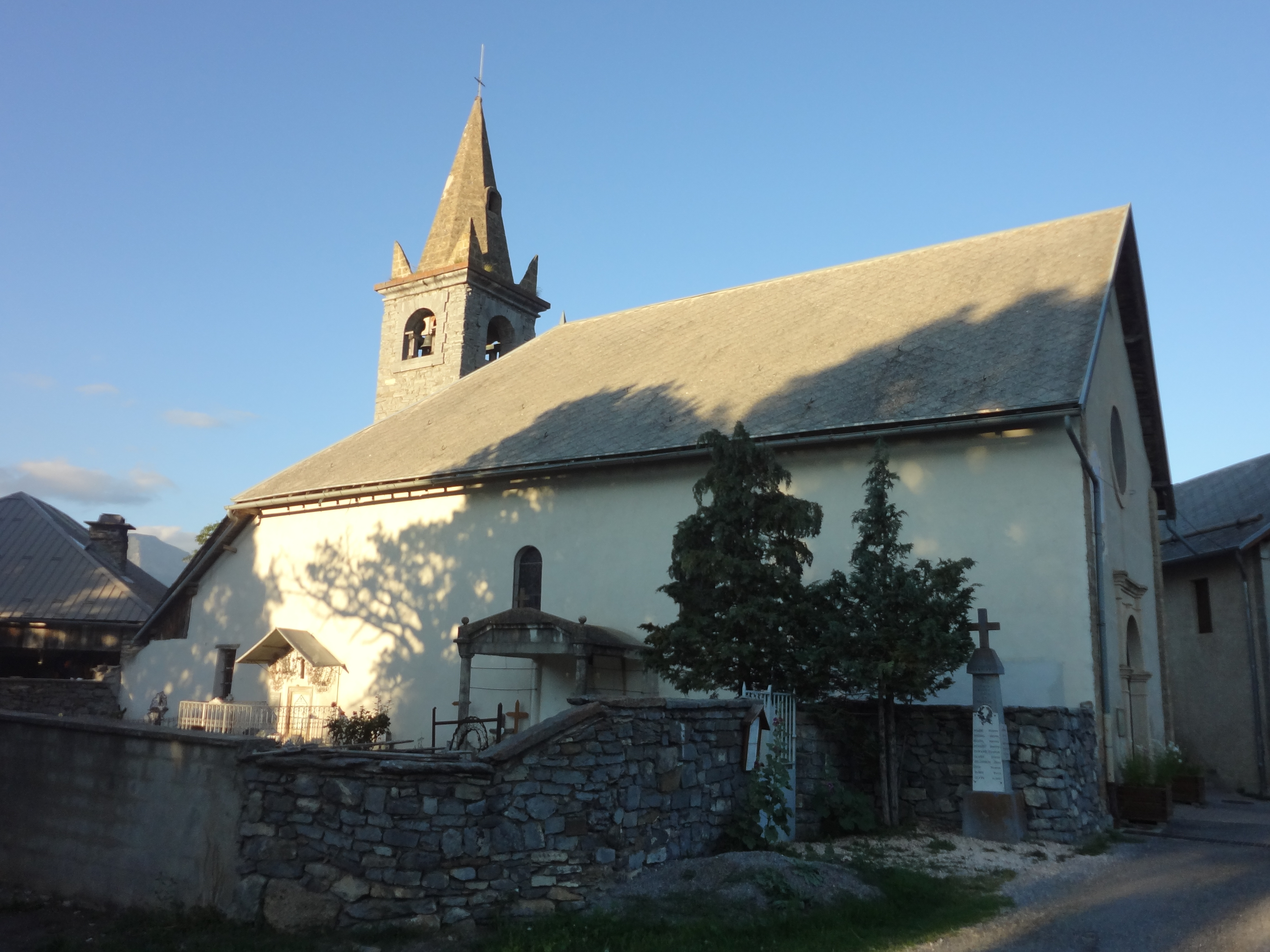
Kirche Saint-Jérôme
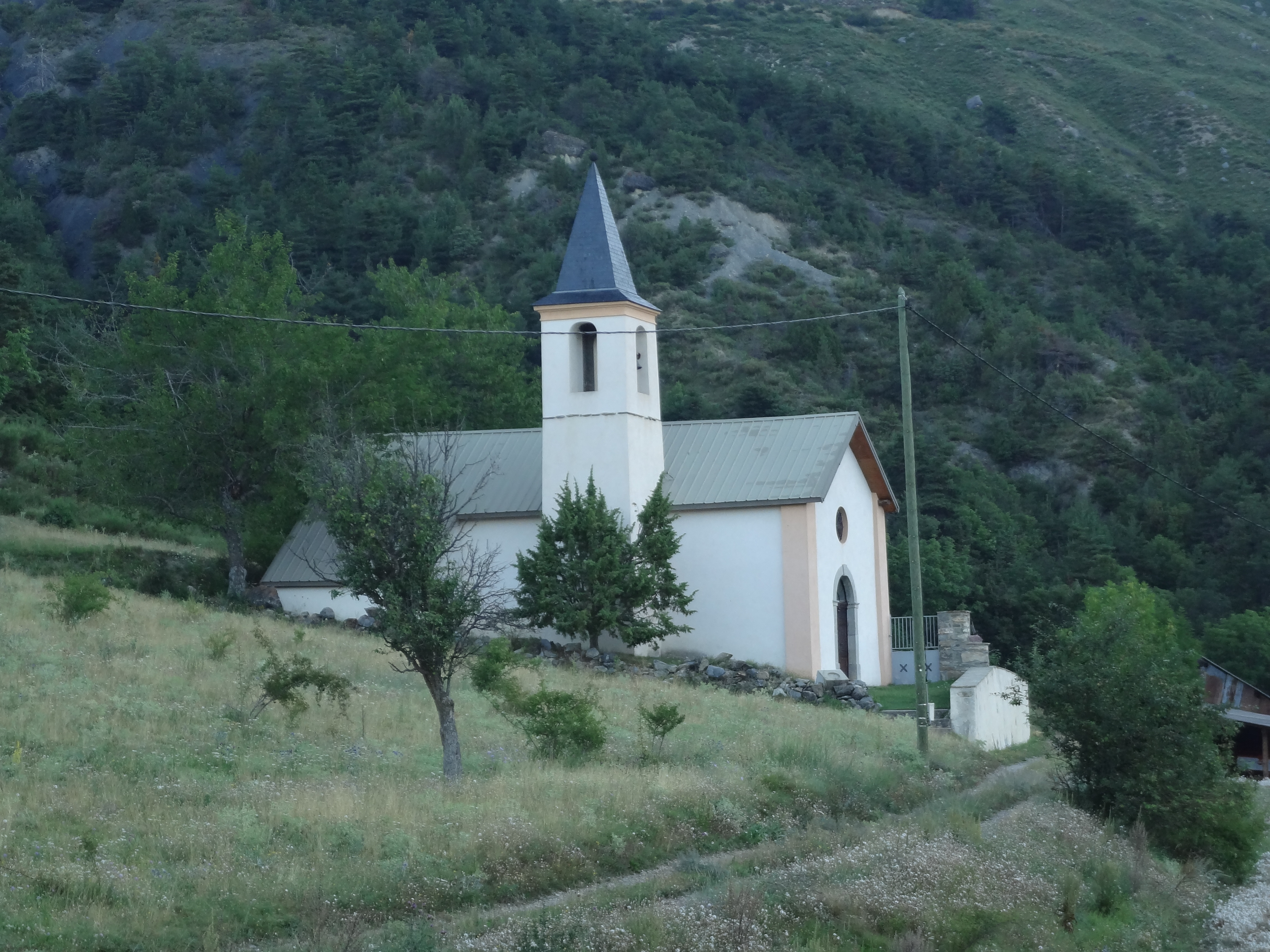
Kirche Saint-Claude-de-l’Androis

- Kirche Saint-Jérôme
- Kirche Saint-Claude im Ortsteil L’Androis